# Thanongsak Prajakkata
Thanongsak Prajakkata (thailändisch ทนงศักดิ์ ประจักกะตา, * 29. Juni 1976 in Nong Khai) ist ein thailändischer Fußballtrainer und ehemaliger Fußballspieler.

## Karriere

### Spieler

#### Verein
Thanongsak Prajakkata stand von 2000 bis 2006 beim BEC Tero Sasana FC unter Vertrag. Wo er vorher gespielt hat, ist unbekannt. Der Verein aus der thailändischen Hauptstadt Bangkok spielte in der ersten Liga, der Thai Premier League. 2000 und 2002 wurde er mit dem Verein thailändischer Meister. 2003 und 2004 wurde er Vizemeister mit BEC. 2000 gewann er mit BEC den FA Cup. 2007 wechselte er zum Ligakonkurrenten Thailand Tobacco Monopoly FC. Hier stand er bis Mitte 2009 unter Vertrag. Am 1. Juli 2009 unterschrieb er einen Vertrag beim ebenfalls in der ersten Liga spielenden Bangkok Glass. Mit BG nahm er 2010 am Singapore Cup in Singapur teil. Hier besiegte man im Endspiel den singapurischen Vertreter Tampines Rovers mit 1:0. Der Erstligist Chainat FC aus Chainat nahm ihn im Januar 2013 unter Vertrag. Hier absolvierte er mindestens acht Erstligaspiele. Zur Rückrunde 2014 wechselte er bis Jahresende zum Zweitligisten Bangkok FC. In die dritte Liga wechselte er Anfang 2015. Hier schloss er sich dem Kasetsart University FC an.
Am 1. Januar 2016 beendete Thanongsak Prajakkata seine Karriere als Fußballspieler.

### Nationalmannschaft
Thanongsak Prajakkata spielte von 1999 bis 2004 29-mal in der thailändischen Nationalmannschaft.

### Trainer
Thanongsak Prajakkata stand vom 27. September 2021 bis zum 7. Dezember 2021 als Cheftrainer beim Zweitligisten Raj-Pracha FC in Bangkok unter Vertrag. Nach dessen Entlassung wurde er von Aktaporn Chalitaporn als Trainer ersetzt. Einen Tag nach seiner Entlassung unterschrieb er beim Zweitligisten Chiangmai FC einen Vertrag als Co-Trainer. Hier stand der mit Pairoj Borwonwatanadilok an der Seitenlinie. Nachdem Pairoj Borwonwatanadilok am 28. Februar 2022 entlassen wurde, wurde er bis Saisonende Interimstrainer. Am 1. Juni 2024 wurde er wieder Co-Trainer bei Chiangmai.

## Erfolge

### Spieler
BEC Tero Sasana FC
- Thailändischer Meister: 2000, 2001/02
- Thailändischer Pokalsieger: 2000

Bangkok Glass
- Singapore Cup-Sieger: 2010